# Krzywy Las

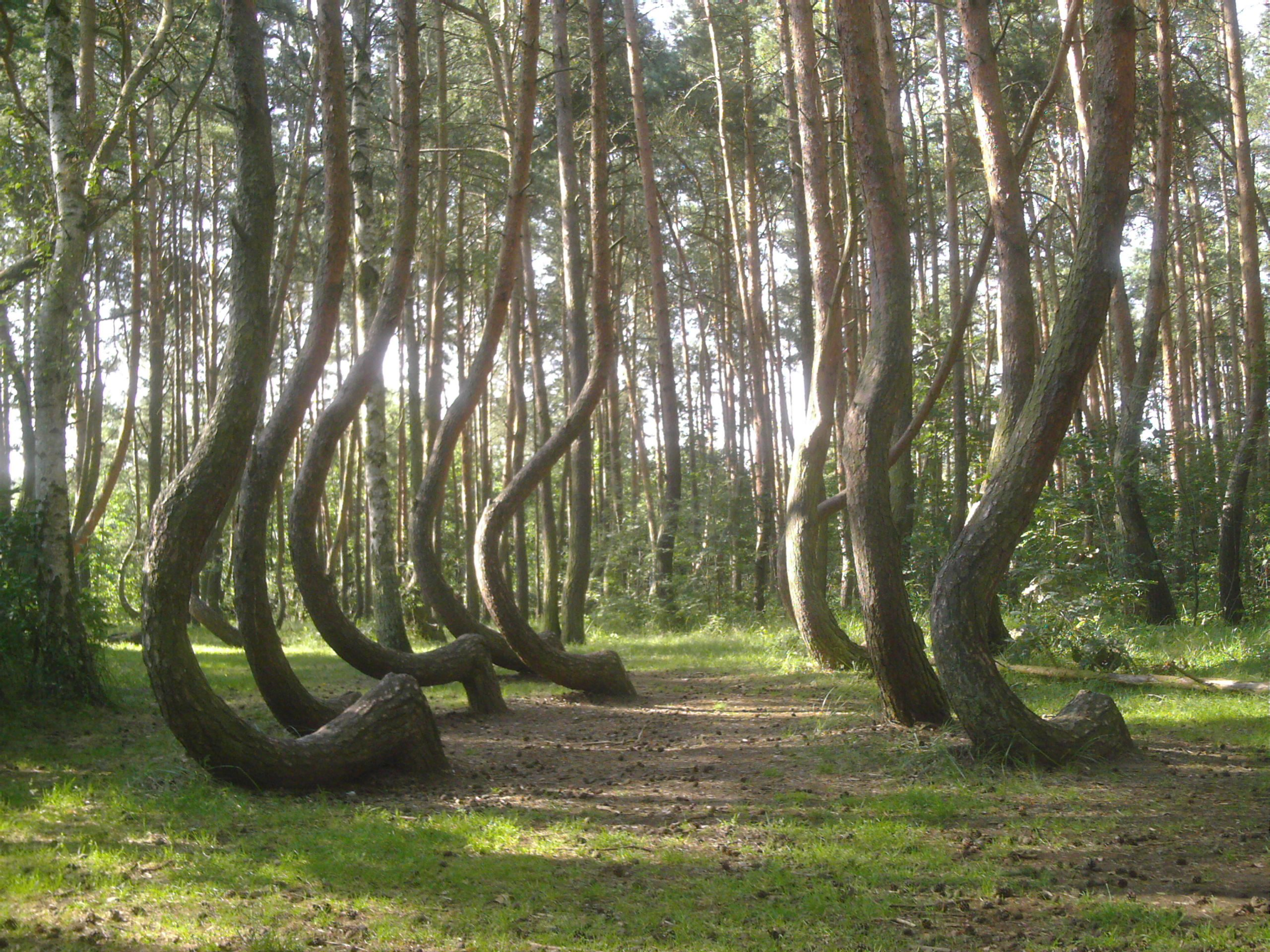
Krzywy Las

The Krzywy Las (letterlijk: gebogen bos), is een klein bos dat bestaat uit vreemd gevormde dennenbomen iets buiten het dorp Nowe Czarnowo, gemeente Gryfino in West-Pommeren, Polen.
Het bos bestaand uit ongeveer 400 bomen, is geplant in 1930 in de toenmalige Duitse provincie Pommeren. Er wordt gedacht dat een of andere soort menselijke manier of techniek is gebruikt om de bomen deze vorm te geven, maar de methode en het motief zijn nog steeds niet bekend. Er wordt gespeculeerd dat de bomen vervormd zijn om natuurlijk gebogen hout te verkrijgen dat gebruikt kan worden voor het maken van meubels en boten. Anderen vermoeden dat een sneeuwstorm de bomen zo heeft gebogen. Tot de dag van vandaag blijft de oorzaak onduidelijk.